# Baia di Guanabara

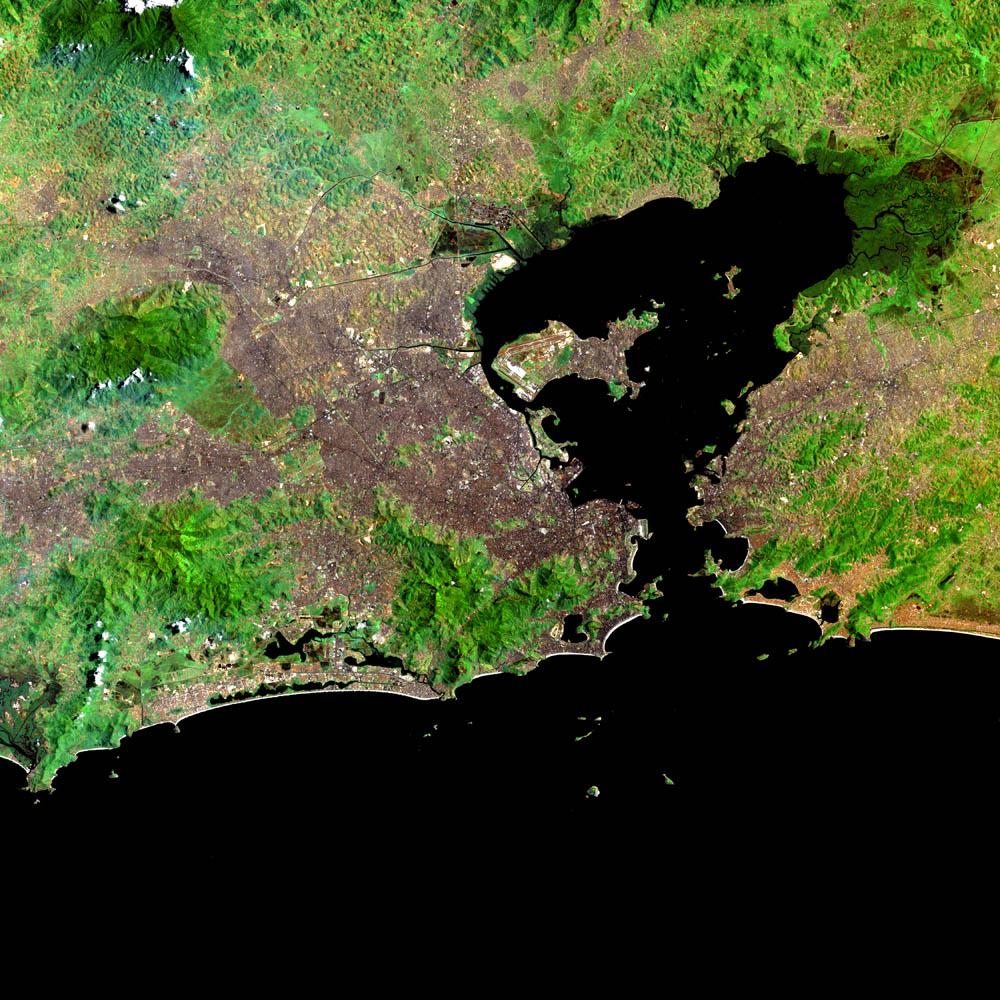
Immagine satellitare della Baia di Guanabara

La baia di Guanabara è una baia oceanica del Brasile, situata nella Regione Sudest e in particolare nello Stato di Rio de Janeiro. Sul suo lato occidentale si trovano la città di Rio de Janeiro e quella di Duque de Caxias, mentre sulla sponda orientale vi sono le città di São Gonçalo e Niterói. Altre quattro municipalità si affacciano sulle rive della baia.
La baia di Guanabara è la seconda baia più grande in quella zona del Brasile dopo la baia di Tutti i Santi con una superficie di 412 chilometri quadrati e un perimetro di 143 chilometri.
La baia fu incontrata dagli esploratori Gaspar de Lemos e Gonçalo Coelho il 1º gennaio 1502, quando approdarono sulle sue rive durante la colonizzazione portoghese delle Americhe.